# Evangelische Kirche Unterriexingen

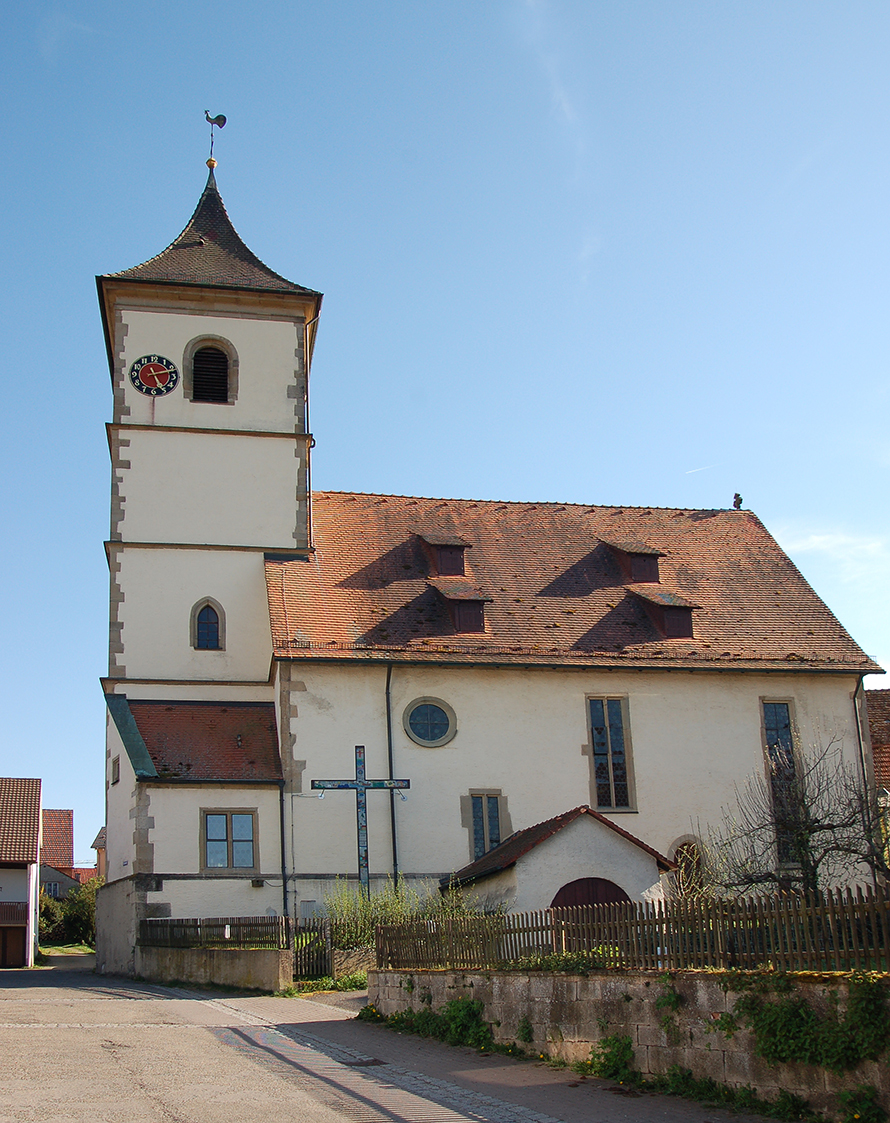
Evangelische Kirche Unterriexingen

Die Evangelische Kirche ist die Pfarrkirche von Unterriexingen, einem Stadtteil von Markgröningen im Landkreis Ludwigsburg in Baden-Württemberg. Das Bauwerk ist beim Landesamt für Denkmalpflege Baden-Württemberg als Baudenkmal eingetragen. Die Kirchengemeinde gehört zum Kirchenbezirk Vaihingen-Ditzingen der Evangelischen Landeskirche in Württemberg.

## Beschreibung
Die Saalkirche wurde 1628/29 anstelle einer spätgotischen Kapelle erbaut. Sie besteht aus einem Langhaus und einem Chorturm im Osten, dessen mit einem geschweiften Pyramidendach abschließendes oberstes Geschoss die Turmuhr und den Glockenstuhl mit drei Kirchenglocken enthält. Der von Dachgauben erhellte Dachboden diente zur Vorratshaltung in Notzeiten. 
Der Innenraum des Langhauses mit 1685 eingebauten Emporen ist von einer Kassettendecke überspannt, der des Chors, also das Erdgeschoss des Chorturms, mit einem Netzgewölbe. Die Sakristei an der Nordwand des Chorturms besitzt ein Tonnengewölbe. Die Kirchenausstattung hat 1906 Bruno Taut (vgl. auch Kirche zu Nieden/Uckermark) neu angeordnet. Die 1882 von der Orgelbau Friedrich Weigle für die Kirche in Darmsheim gebaute Orgel kam erst 1965 nach Unterriexingen.